# (40314) 1999 KR16
(40314) 1999 KR16 é um objeto transnetuniano localizado no disco disperso. Possui um semieixo maior de 48,566 UA e um período orbital de 338,46 anos.
Foi descoberto em 16 de maio de 1996 por Audrey C. Delsanti e Oliver R. Hainaut no Observatório La Silla.